# Читанка — Од А до Ш о лезбејским и геј људским правима
Читанка — Од А до Ш о лезбејским и геј људским правима је зборник радова аутора Драгане Вучковић, Горана Милетића, Јелене Анђеловски, Миодрага Којадиновића, Сњежане Миливојевић, Свенке Савић и Зорице Мршевић, објављен 2005. године у издању Лабриса - организације за лезбејска људска права. Зборник је приредила Марија Савић.

## О књизи
Издавање ове публикације помогао је Шведски хелсиншки комитет за људска права. До сада је објављено и треће доопуњено издање Читанке од А до Ш о лезбејским и геј људским правима. Објављивање публикације део је Лабрисовог програма Едукације и лобирања за прихватање признавање ЛГБТИКА+ права. Садржи прегршт информација везаних за лезбијску егзистенцију и ЛГБТИКА+ права, историју ЛГБТИКА+ покрета код нас и у свету, коришћење исправне терминологије, нивоу остварених права и степену дискриминације према ЛГБТИКА+ популацији и друге корисне информације.
Књига садржи текстове који се односе на законе и правну регулативу везану за сексуалну оријентацију. Идеја њених аутора је да прикупи и подели што више информација о законима који штите лезбијску и геј популацију и забрањују сваку дискриминацију, како у Србији, тако и у другим државама. На тај начин желе да информишу и подрже све оне који раде у јавној сфери да се залажу против хомофобије и насиља над истополно оријентисаним особама.